# 546844 Jinzhangwei
546844 Jinzhangwei è un asteroide della fascia principale. Scoperto nel 2016, presenta un'orbita caratterizzata da un semiasse maggiore pari a 3,0333277 au e da un'eccentricità di 0,1058694, inclinata di 7,50525° rispetto all'eclittica.
L'asteroide è dedicato all'astronomo cinese Jin Zhangwei.